# Sóllertunnel
De Sóllertunnel is een tunnel op het Spaanse eiland Mallorca die door de Sierra de Alfabia loopt. De tunnel maakt deel uit van de Ma-11 die de steden Palma en Sóller met elkaar verbindt. De tunnel werd ingehuldigd op 19 februari 1997.

## Exploitatie
De concessie is in handen van Compañía Concesionaria del Túnel de Sóller S.A., waarin Fomento de Construcciones y Contratas en Bankia via het infrastructuurfonds Globalvia. De DBFMO-concessie had een voorziene looptijd van 25 jaar en liep normaal in 2022 af. De prijs bedroeg €5,10, waarbij inwoners van de omliggende dorpen korting kregen. Op 28 december 2017 werd de tunnel na 20 jaar tolvrij als gevolg van het afkopen van de concessie door de Regering van de Balearen voor een bedrag van 17,8 miljoen euro.

## Corruptieschandaal
In 1995 kwam de tunnel in het nieuws vanwege een corruptieschandaal waar Gabriel Cañellas, de toenmalige president van de Balearen, Bartomeu Reus, regiominister van openbare werken en de ex-regiominister van openbare werken Jeroni Saiz bij betrokken waren. De concessie voor de bouw en exploitatie van de tunnel werd toegewezen aan een bevriend bedrijf dat 50 miljoen peseta had betaald aan de stichting Illes Balears, die de verkiezingscampagnes van de Partido Popular van 1989 en 1991 financierde. De affaire kwam aan het licht na een klacht van Eberhard Grosske, IU. De toenmalige lijsttrekker voor de nationale verkiezingen, José María Aznar verplichtte Cañellas om af te treden.
Het hooggerechtshof van de Balearen verklaarde Gabriel Cañellas, Jeroni Sáiz en José Antonio Berastain, de toenmalige partijsecretaris van de Balearen, in juli 1997 schuldig maar sprak geen straf uit.